# Mellersta riket
Mellersta riket var en period under forntida Egypten efter Första mellantiden när hela Egypten var enat. Epoken har ingen entydig definition men anges ofta från att farao Mentuhotep II enar landet ca 2040 f.Kr. efter att han tagit makten även över Memfis fram till invasionen av Hyksos ca 1640 f.Kr. Rikets huvudstad var inledningsvis Thebe, men flyttades senare till Ity-tawy. Perioden inkluderade senare delen av Egyptens 11:e dynasti och hela 12:e och 13:e dynastierna. Ibland inkluderas även 14:e dynastin till epoken. Under framför allt den 12:e dynastin blomstrade landet kulturellt. Epoken producerade några en Egyptens största litterära och konstnärliga verk, som fick inverkan på den efterföljande historien.

## Politik och historia
Kungamaktens position under Mellersta riket var försvagad då den teologiska ställningen som kungarna hade under Gamla riket inte fanns längre. Under Egyptens tolfte dynasti (som inleddes 1976 f.Kr.) uppstod legenden om att kungen är guds son.
Handeln med folken kring Palestina och Syrien prioriterades och var omfattande. En viktig handels- och militärled upprättades mot Gazaremsan, och även handeln söder ut mot Punt utvecklades. En försvarslinje upprättades vid östra gränsen för att förhindra invandring av beduiner. Egyptierna tog även kontroll över Nubien i söder.
Efter ett inbördeskrig ca 1976 f.Kr. störtades Mentuhotep IV från tronen och Amenemhet I grundade Egyptens tolfte dynasti. Amenemhet I uppförde staden Ity-tawy vid Lisht söder om Kairo dit huvudstaden flyttades. Amenemhet I blev mördad 1947 f.Kr. till följd av en haremsammansvärjning, vilket skapade en del kaos i förvaltningen vilket ledde till en reformerad förvaltningsstruktur.
Senusret III (r. 1872–1852 f.Kr.) var den starkaste härskaren under epoken och rikets makt och välståndet nådde sin höjdpunkt under hans regeringstid. Militära expeditioner söderut gav Egypten kontroll över Nubien. Efter Amenemhet IIIs död 1805 f.Kr. skakades Egypten av en ständig maktstrid som ledde till kortvariga regeringstider och många nya kungar under framför allt den 13:e dynastin.
Med Avaris som centralort började handelsfolk från Palestina och Syrien, så kallade Hyksos, etablera ett självstyrande område som utvecklades till Egyptens fjortonde dynasti. Dynastin tog makten över Memfis, vilket markerade slutet på Mellersta riket och Egypten gick in i Andra mellantiden.

## Pyramider
Kungarna under den tolfte dynastin uppförde totalt sju pyramider i Dahshur, Lisht, Hawara och El-Lahun såsom Vita pyramiden och Svarta pyramiden. Även den trettonde dynastins kungar uppförde tre pyramider i Sakkara, Mazghuna och Dahshur.

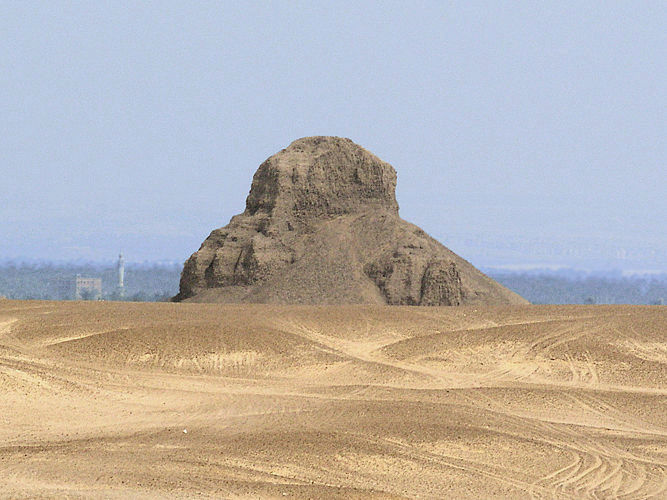
Svarta pyramiden i Dahshur som uppfördes av Amenemhet III.
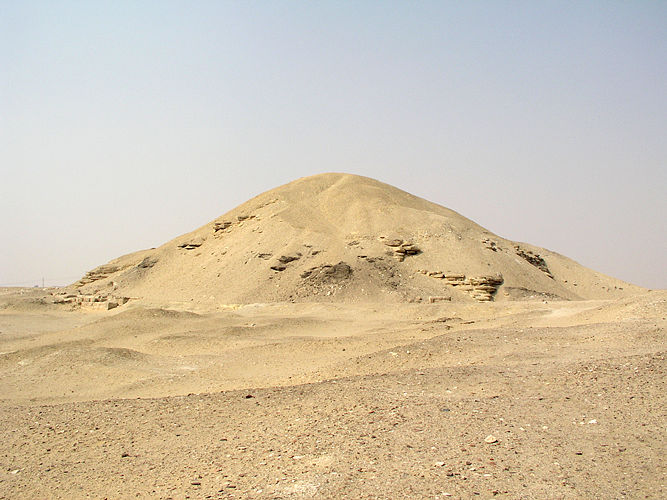
Amenemhet Is pyramid i Lisht.
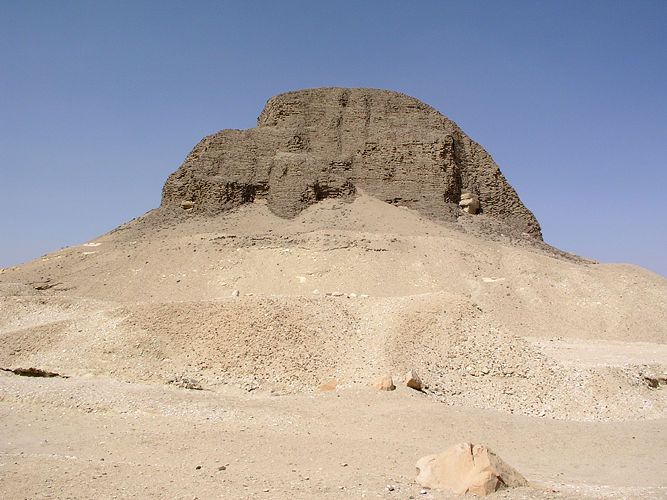
Senusret IIs pyramid i El-Lahun.
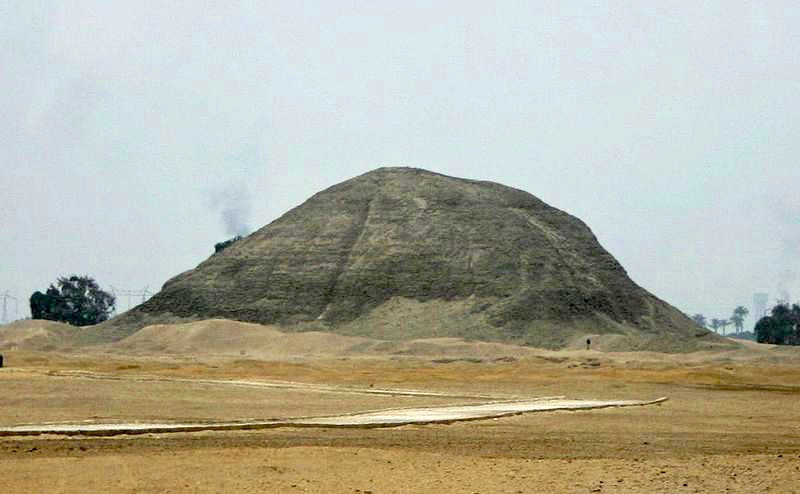
Amenemhet IIIs pyramid i Hawara.